# عمو هیاتیانت
عمو هیاتیانت (به انگلیسی: Uncle Hyacynth) فیلمی در ژانر درام به کارگردانی لادیسلائو وایدا است که در سال ۱۹۵۶ منتشر شد. از بازیگران آن می‌توان به پائولو استوپا، پاستورا پنیا، خوزه ایسبرت، جولیو باتیفری و رافائل باردم اشاره کرد.